# Макгилтон, Эдмунд
Э́дмунд Джордж Макги́лтон (англ. Edmund George McGilton; 10 февраля 1858 — 31 августа 1933) — американский политик, вице-губернатор Небраски.

## Биография
Эдмунд Макгилтон родился в городе О-Галь, штат Висконсин. Он окончил школу в Меномони и Висконсинский университет в Мадисоне, где в 1885 году получил степень в области права.
Макгилтон некоторое время работал школьным инспектором в Меномони, а затем в юридическом отделе железнодорожной компании Wisconsin Central Railway. В 1888 году он переехал в Омаху, штат Небраска, где начал политическую карьеру в Республиканской партии. В 1903—1907 годах Макгилтон два срока служил вице-губернатором Небраски при губернаторе Джоне Мики. Затем он работал юристом в Омахе, а в 1916 году был избран председателем Лиги торгового права США (англ. Commercial Law League of America).
Макгилтон умер 31 августа 1933 года, и был похоронен на кладбище Проспект-Хилл в Омахе.